# André Gohr
André Eduardo Gohr (Brusque, 15 augustus 1996) is een Braziliaans wielrenner.

## Carrière
Tussen 2011 en 2013 werd Gohr driemaal nationaal kampioen tijdrijden (tweemaal bij de nieuwelingen, eenmaal bij de junioren). In 2014 kon hij aan die reeks geen vervolg geven, omdat enkel Lucas Gomes 23 seconden sneller was.
In 2017 werd Gohr prof bij Soul Brasil Pro Cycling Team, dat vanwege een schorsing pas halverwege februari weer aan internationale wedstrijden mocht deelnemen. In augustus van dat jaar werd hij nationaal kampioen tijdrijden bij de beloften, waar zijn ploeggenoten Gabriel Machado en Caio Godoy mee het podium op mochten.
In 2019 werd Gohr Braziliaans kampioen tijdrijden. Hij was bijna een halve minuut sneller dan de nummer twee, Cristian Egídio.

## Overwinningen
2011
 Braziliaans kampioen tijdrijden, Nieuwelingen
2012
 Braziliaans kampioen tijdrijden, Nieuwelingen
2013
 Braziliaans kampioen tijdrijden, Junioren
2017
 Braziliaans kampioen tijdrijden, Beloften
2019
 Braziliaans kampioen tijdrijden, Elite

## Ploegen
- 2017 –  Soul Brasil Pro Cycling Team

Affonso · Almeida · Cardoso · Chaman · Chamorro · Godoy · Gohr · Machado · Morais · Nazaret · Nicácio · Pinheiro · Pires · Ranghetti · D. Silva · L. Silva · Simón